# Бранн (стадіон)
«Бранн Стадіон» (норв. Brann Stadion) — футбольний стадіон у місті Берген, Норвегія, домашня арена ФК «Бранн».
Стадіон побудований та відкритий 1919 року. У 1930-х, 1960-х, 1997, 1999, 2006 та 2007 роках реконструйовувався та розширювався. У результаті останнього розширення встановлено потужність 17 686 глядачів. Розроблений проект розширення до 20 000 місць досі не реалізований. 